# Anjet Daanje
Anjet Daanje (* 1965 in Wijster, Drenthe als Anjet den Boer) ist eine niederländische Schriftstellerin und Drehbuchautorin.

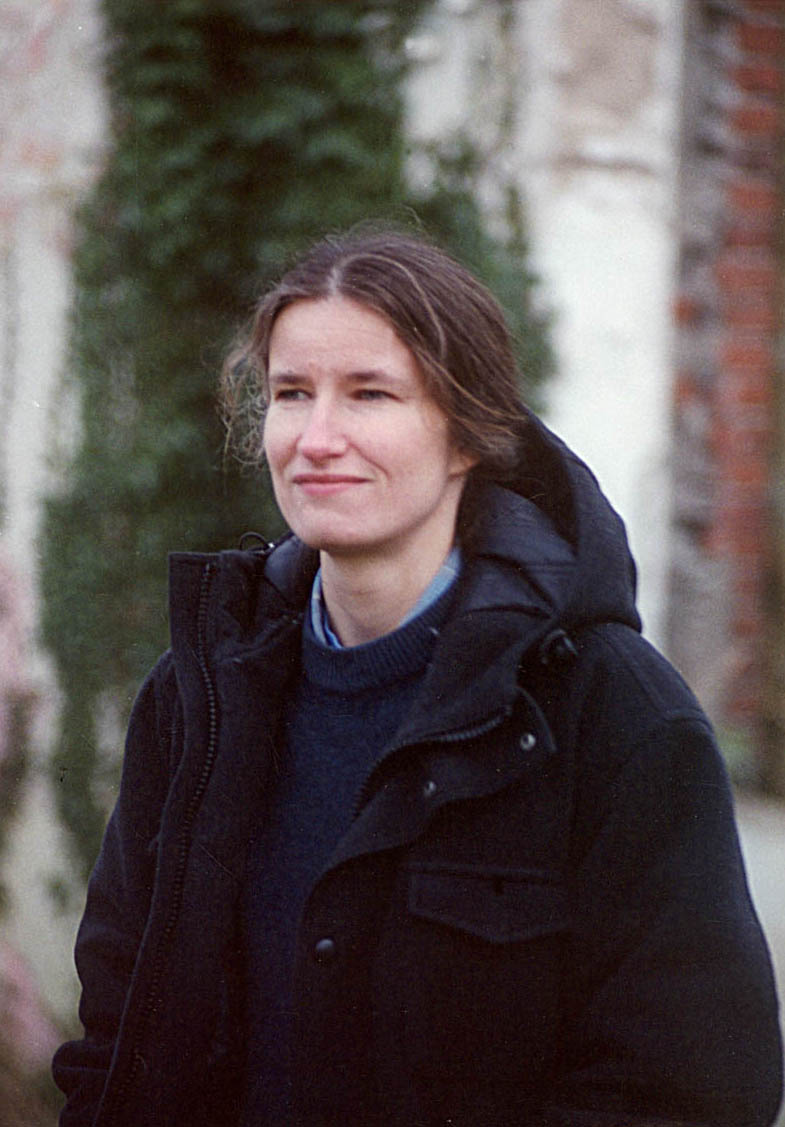
Anjet Daanje

## Leben und Schaffen
Bereits während der Sekundarstufe schrieb sie Hörspiele und Drehbücher, die sie mit ihrem Bruder realisierte. Ihr Studium der Numerik und Mathematikgeschichte an der Universität Utrecht schloss sie 1991 mit einer Promotion über die Jacobi-Methode ab. Danach arbeitete sie ein Jahr an der TU Eindhoven. 1993 debütierte sie mit Pianomuziek in de regen. Dieser Roman erschien noch unter ihrem Geburtsnamen Anjet den Boer, nach 1995 veröffentlichte sie alle Werke als Anjet Daanje. Im Jahr 2002 adaptierte Daanje ihren Roman Suikerbeest für den Regisseur Hanro Smitsman. Dem daraus entstandenen Kurzfilm Dajo folgten weitere Zusammenarbeiten, u. a. Raak (2006), der bei den Berliner Filmfestspielen 2007 den Goldenen Bären in der Kategorie Kurzfilm gewann.
Für ihre Romane De herinnerde soldaat (2020) und Het lied van ooievaar en dromedaris (2022) erhielt Daanje mehrere Literaturpreise. 2023 wurde ihr literarisches Œuvre mit dem Constantijn-Huygens-Preis gewürdigt.

## Werke (Auswahl)
Romane
- Pianomuziek in de regen (Anjet den Boer). Servo, Rolde 1993 ISBN 90-71918-54-8.
- Suikerbeest (2001). Pluim, Amsterdam 2023 ISBN 978-94-93339-09-5.
- Veelvuldig en alleen (2003). Pluim, Amsterdam 2023 ISBN 978-94-93304-79-6.
- Gezel in marmer (2006). Pluim, Amsterdam 2021 ISBN 978-90-831-4213-5.
- Delle Weel (2011). Pluim, Amsterdam 2022 ISBN 978-94-93256-88-0.
- jl. Passage, Groningen 2016 ISBN 978-90-5452-328-4.
- De herinnerde soldaat. Passage, Groningen 2019 ISBN 978-90-5452-367-3.
  - Der erinnerte Soldat. Friedenauer Presse, Berlin 2024 ISBN  978-3-7518-8009-1.
- Het lied van ooievaar en dromedaris. Passage, Groningen 2022 ISBN 978-90-5452-410-6.

Erzählungen
- „De weg naar het stadspark“ (Anjet den Boer), in: Karree, Jg. 4, Nr. 2 (1995), S. 2–13 ISSN 0927-3476.
- „Boodschappen in vuil“, in: Vrijstaat Austerlitz, Jg. 2, Nr. 2 (1998), S. 95–102 ISBN 90-6481-289-6.
- „Duizend schonen“, in: Bunker Hill, Jg. 6, Nr. 20/21 (Dezember 2002), S. 81–94 ISBN 90-6005-357-5.
- „Menthone 98%“, in: Bunker Hill, Jg. 7, Nr. 27/28 (Juli 2004), S. 63–75 ISBN 90-6005-545-4.
- Dromen van mijn moeder. B For Books, Hilversum 2022 ISBN 978-90-8516-800-3

Lyrik
- Dijende gronden (Gedichtzyklus verbunden mit Übersetzungen von Charlotte und Emily Brontës Gedichten). Uitgeverij Passage, Amsterdam 2022 ISBN 978-90-5452-407-6.

Drehbücher
- Dajo. Kurzfilm (2003), Regie: Hanro Smitsman.
- Engel en Broer. Kurzfilm (2004), Regie: Hanro Smitsman.
- Raak. Kurzfilm (2006), Regie: Hanro Smitsman.
- De getuige. Kurzfilm (2006), Regie: Boris Paval Conen.
- Ongezien. Kurzfilm (2007), Regie: Boris Paval Conen.
- Schemer. Spielfilm (2010), Regie: Hanro Smitsman.
- De geheimen van Barslet. TV-Serie (2011), Regie: Boris Paval Conen.

## Preise (Auswahl)
- Ferdinand-Bordewijk-Preis 2020 für De herinnerde soldaat[6]
- Bestes Buch der Provinz Groningen 2020 für De herinnerde soldaat[7]
- Boekenbon Literatuurprijs 2022 für Het lied van ooievaar en dromedaris[8]
- Bestes Buch der Provinz Groningen 2023 für Het lied van ooievaar en dromedaris[9]
- Libris-Literaturpreis 2023 für Het lied van ooievaar en dromedaris[10]
- Constantijn Huygensprijs 2023 für ihr Gesamtwerk[11]